# Chachapoyas (città)
Chachapoyas è una città del Perù, capoluogo della provincia di Chachapoyas e della regione di Amazonas, situata nella sierra nord del Perù.

## Toponimo
Chachapoyas deriva dal vocabolo Quechua "chachapoyacuno" che significa "bosco o monte di nebbia".

## Storia
La città fu fondata dal capitano realista Alonso de Alvarado il 5 settembre 1538. Fu creata per essere la capitale dell'est del Perù dalla riva destra del río Marañón fino alle frontiere con i paesi vicini. È una delle città più antiche del Perú e una delle poche che mantengono ancora un'aria signorile e una forte influenza ispanica. Terra di orchidee, di canna da zucchero e di caffè, di gare di ballo e ottimi cibi, è capace di affascinare chiunque la visiti.
Antica culla della civiltà dei Chachapoyas, la città fu sottomessa all'impero Inca nel secolo XV e in seguito, al momento della conquista spagnola, fu di nuovo fondata dallo spagnolo Alonso de Alvarado col nome di San Juan de la Frontera de los Chachapoyas nel 1538; la sua Plaza de Armas e le piccole stradine in pietra datano di questa epoca e si sono conservate fino ad ora. Nel 1821 arrivarono a Chachapoyas i patrioti peruviani e i realisti, e la città si convertì immediatamente in uno dei primi dipartimenti (1832).  È sede vescovile dal 1843. È molto famosa la sua biblioteca. La città conserva il carattere coloniale delle sue costruzioni.

### La fortezza di Kuelap
Questa impressionante cittadella fortificata si trova a circa un'ora a sud di Chachapoyas. Kuelap è situata sulla cima di una montagna strategica per dominare le valli circostanti. Sembra che fosse abitata nell'anno 1000 d.C. da circa 3000 persone e rimase sconosciuta agli Inca e agli Spagnoli. Fu abbandonata all'improvviso, forse per una lotta interna o a causa di un'epidemia.
L'accesso alla cittadella è un sentiero che si stringe mano a mano che si avanza tra le mura imponenti, come un imbuto, fino a permettere, per motivi di difesa, l'ingresso di una sola persona per volta.
L'atmosfera che regna all'interno di Kuelap è veramente speciale, non solo per il limitato numero di visitanti. Come raccontano i locali, gli antichi abitanti ritornano sempre a visitare le loro case e alcuni dicono di averli incontrati tra gli alberi ricoperti di muschio e costellati di licheni, orchidee e altre bellissime piante epifite. Queste piante crescono su altre piante per ricevere la luce solare necessaria alla fotosintesi. Non sono parassite, perché non sottraggono nutrimento alla piante sulla quale crescono, e infatti le incontriamo anche aggrappate alle rocce.
Due sono le cittadelle interne alla stessa fortezza, quella in alto, dove vivevano sacerdoti e militari di classe alta, e quella in basso dove sono raggruppati 335 edifici circolari destinati a soldati e civili di diversa estrazione sociale.
All'estremo sud incontriamo una costruzione circolare con la forma di un cono tronco rovesciato, di circa sei metri, chiamata Tintero, che si suppone svolgesse una funzione cerimoniale.
In realtà Kuelap è un posto ancora avvolto nel mistero e che sembra restio a lasciarsi decifrare. Sappiamo che i costruttori utilizzarono circa 100.000 blocchi di pietra del peso di 100 kg l'uno, che fa di Kuelap la più grande costruzione archeologica d'America.

## Ubicazione, geografia e risorse
Questa città si trova a un'altitudine di 2.334 m s.l.m., nel nord-est peruviano, vicino al fiume Utcubamba. Grazie al suo clima temperato produce buoni raccolti di cereali, canna da zucchero, caffè e manioca.

## Geografia fisica

### Clima
In questa parte del Perù, che si trova vicino alla selva, la temperatura media è di 18 °C e l'umidità relativa è di 74 per cento. Comunque il visitatore non deve pensare che si tratti di una zona troppo calda, visto che in certe zone la temperatura può arrivare a 2 °C.
A Chachapoyas il clima è temperato, moderatamente piovoso e con variazioni termiche moderate.
La media annuale di temperatura massima e minima (periodo 1960-1991) sono rispettivamente di 19,8 °C e 9,2 °C.
Le precipitazioni medie annue per il periodo 1960-1991 sono di 777,8 mm.

## Infrastrutture e trasporti
La città è collegata perfettamente alla costa grazie alla strada, e per via aerea con la capitale peruviana e con l'interno.
La strada che unisce la Marginal de la Selva (Carretera Fernando Belaúnde Terry) alla montagna di Pedro Ruiz con destinazione Chachapoyas è solo in terra battuta, anche se nel 2007 si è iniziato ad asfaltarla. Questa strada è lunga circa 60 km, ma a causa delle cattive condizioni in cui si trova ci vogliono quasi due ore per percorrerla.

## Attrazioni turistiche
Plaza de Armas de la ciudad de Chachapoyas: la Piazza d'Armi, situata nel centro della città, dove risalta la fontana in bronzo di origine coloniale. Più in periferia, si può trovare la sede dell'arcivescovado, che fu la casa dove nacque il precursore dell'indipendenza peruviana, don Alejandro Toribio Rodríguez de Mendoza Collantes.
Pozo de Yanayacu: il pozzo fu costruito nello stesso luogo in cui, secondo la leggenda, San Toribio de Mogrovejo fece uscire l'acqua da una roccia, e mise fine alla siccità nella regione. (Ubicazione: Cerro Luya Urco a 1 km dalla Plaza de Armas della città di Chachapoyas, circa 15 minuti a piedi. Fuente Cuyana o Fuente de Amor, chiamata così a causa della trasparenza delle sue acque cristalline. La leggenda dice che se un forestiero visita questo luogo e beve quest'acqua, vivrà per sempre a Chachapoyas.
Pampas de Higos Urco: luogo dove, durante le lotte per l'indipendenza, si svolse la Battaglia di Higos Urco (6 giugno 1821). Ubicazione: El Triunfo s/n, quartiere di Higos.
Huancas:

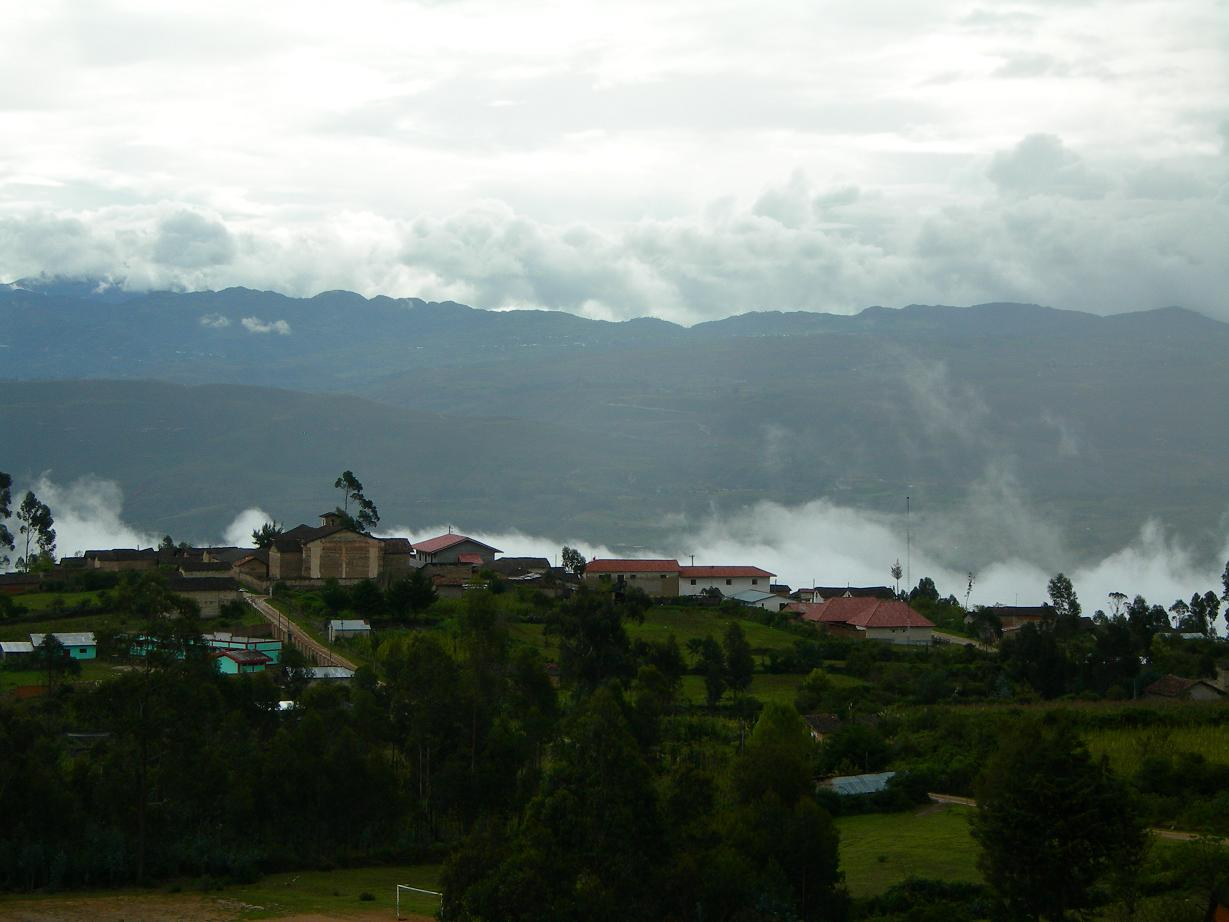
Huancas

è un villaggio tradizionale che, malgrado la breve distanza dalla città di Chachapoyas, conserva i suoi costumi e le sue tradizioni. È situato a nord, dove gli abitanti vivono essenzialmente di agricoltura (attività maschile) e della fabbricazione di vasi (attività femminile). Gli utensili come le pentole e le anfore si fabbricano a mano. La produzione è interessante da osservare, specialmente quando essa si realizza in un ambiente naturale, con il legno locale. A 20 minuti di distanza esiste un belvedere naturale dal quale si può vedere il fiume Sonche e il nord. A 1 ora di distanza a piedi, nella collina di Huanca Urco, si possono osservare dei resti archeologici, molte orchidee e una vista panoramica sulle valli ed i fiumi Utcubamba, Sonche y Vituya. Il patrono di Huancas è il Señor de los Milagros, unico nel suo genere, visto che il Cristo Morado di questo villaggio è un'immagine e non una tela, come quello di Lima.
Ritornando a Huancas attraverso la zona del Colorado, si possono visitare:
Santuario de la Virgen Asunta: può definirsi di tipo moderno, con elementi coloniali. Qui riposa la Patrona della città di Chachapoyas, l'Assunta, a partire dall'inizio delle se festività nel mese di agosto.
Il Vescovado: la casa dove nacque Toribio Rodríguez de Mendoza è all'interno del vescovado della Diocesi di Chachapoyas. È una "casona" molto antica che conserva le tipiche caratteristiche coloniali di Chachapoyas. Contiene dei mobili antichi ed importanti, ritratti dei vescovi di Chachapoyas, una Bibbia molto antica e degli arazzi dei tempi coloniali.
La Casona Monsante: dichiarata monumento storico, conserva un'architettura tradizionale di Chachapoyas. Fu utilizzata come vendita di tabacco, e oggi si è riconvertita in ostello, che contiene un ampio patio coloniale. Contiene belle begonie, un orto di orchidee e più di 1500 piante esotiche della regione.
La tradizione racconta che all'epoca degli incas le persone considerate negative a causa del loro cattivo comportamento erano portate per punizione lontano dalla capitale imperiale, Cusco, verso le attuali terre di Huancas.
Cascata di Gocta
La terza cascata più grande del mondo e una delle più belle si trova nel dipartimento di Amazonas. Si tratta della cascata Gocta, che non è presente sulle carte e, a causa della sua lontananza, richiama poco l'attenzione. Una camminata di 3h30-5h00 porta alla cascata, partendo da San Pedro Valera o Cocachimba.
La cascata si trova in un'ampia valle di foresta tropicale, ed è composta in tutto da 22 cascate d'acqua.

## Calendario turistico
| Distretto               | Festività Principali                         | Data                      | Luogo                   |
| Chachapoyas             | Raymillacta de los chachapoyas               | Prima settimana di giugno | Chachapoyas             |
| Cheto                   | Settimana santa                              | Secondo il calendario     | Cheto                   |
| Chuquibamba             | San Pedro                                    | 29 giugno                 | Chuquibamba             |
| La Jalca                | San Juan Bautista                            | 24 giugno                 | La Jalca                |
| Leymebamba              | Virgen del Carmen                            | 16 luglio                 | Levanto                 |
| Levanto                 | Feste Patronali                              | 24-29 luglio              | Levanto                 |
| Levanto                 | Feste Patronali                              | 5 settembre               | Quipachacha             |
| Mariscal Castilla       | San Pedro y San Pablo, Señor de los Milagros | 29 giugno, 18 ottobre     | San Pedro, Duraznopampa |
| Molinopampa             | Corpus Christi                               | maggio                    | Molinopampa             |
| Montevideo              | Festa Patronale                              | 2 febbraio                | Montevideo              |
| Olleros                 | Santísima Trinidad                           | giugno                    | Olleros                 |
| Quinjalca               | San Juan                                     | 24 giugno                 | Cashac                  |
| San Francisco de Daguas | Señor de los Milagros                        | 18 ottobre                | Daguas                  |
| San Isidro del Maino    | Festa Patronale                              | 7 giugno                  | Maino                   |
| Soloco                  | Settimana Santa                              | Secondo il calendario     | Soloco                  |
| Sonche                  | San Juan                                     | 24 giugno                 | San Juan de Sonche      |